# Kanton Brunstatt-Didenheim
Kanton Brunstatt-Didenheim (fr. Canton de Brunstatt-Didenheim) je francouzský kanton v departementu Haut-Rhin v regionu Grand Est. Tvoří ho 27 obcí. Zřízen byl v roce 2015.

## Obce kantonu
- Bartenheim
- Brinckheim
- Bruebach
- Brunstatt-Didenheim
- Dietwiller
- Eschentzwiller
- Flaxlanden
- Geispitzen
- Helfrantzkirch
- Kappelen
- Kembs
- Kœtzingue
- Landser
- Magstatt-le-Bas
- Magstatt-le-Haut
- Rantzwiller
- Schlierbach
- Sierentz
- Steinbrunn-le-Bas
- Steinbrunn-le-Haut
- Stetten
- Uffheim
- Wahlbach
- Waltenheim
- Zaessingue
- Zillisheim
- Zimmersheim